# ONE Fight Night 8
ONE Fight Night 8: Superlek vs. Williams fue un evento de deportes de combate producido por ONE Championship llevado a cabo el 25 de marzo de 2023, en el Estadio Cubierto de Singapur en Kallang, Singapur.

## Historia
Una pelea de unificación por el Campeonato Mundial de Peso Pesado de ONE entre el actual campeón Arjan Bhullar y el campeón interino Anatoliy Malykhin estaba programada para encabezar el evento. El par estaba programado inicialmente para enfrentarse en ONE 161, pero Bhullar se sometió a una cirugía en el brazo semanas antes y la pelea fue cancelada. Sin embargo, la pelea fue removida del evento debido a un cambio en los compromisos de transmisión.
Una pelea por el Campeonato Mundial de Kickboxing de Peso Mosca de ONE entre el actual campeón Superlek Kiatmuu9 y el Campeón Mundial de Muay Thai de Peso Mosca de ONE Rodtang Jitmuangnon estaba programada para encabezar el evento. Sin embargo, Rodtang se retiró de la pelea debido a una lesión y fue reemplazado por Danial Williams.
Una pelea de unificación por el Campeonato Mundial de Muay Thai de Peso Átomo Femenino de ONE entre la actual campeona Allycia Rodrigues y la campeona interina Janet Todd (además de actual Campeona Mundial de Kickboxing de Peso Átomo Femenino de ONE) se llevó a cabo en el evento. El par estaba previamente programado para enfrentarse en ONE on Prime Video 5, pero Todd se retiró del evento por haber dado positivo de COVID-19.
Una pelea de peso átomo femenino entre Itsuki Hirata y la ex-Campeona de Peso Súper Átomo Femenino de Rizin Seo Hee Ham se llevó a cabo en el evento. El par estaba programado para enfrentarse en ONE 163, pero la pelea fue cancelada luego de que Hirata fallara el peso y la hidratación.
La hermana del actual campeón de submission grappling de peso mosca Mikey Musumeci, Tammi Musumeci hizo su debut en la promoción contra Bianca Basilio en una pelea de peso paja.
En el pesaje, Eddie Abasolo pesó 158.8 libras, 3.8 libras sobre el límite de peso pluma. La pelea procedió en un peso pactado con Abasolo siendo multado con un porcentaje de su bolsa, que fue hacía Niclas Larsen.

## Resultados
1. ↑  Por el Campeonato Mundial de Kickboxing de Peso Mosca de ONE.
2. ↑  Por el Campeonato Mundial Indiscutido de Muay Thai de Peso Átomo Femenino de ONE.
3. ↑  Originalmente una pelea de peso pluma. Abasolo no dio el peso (158.8 lbs).

## Bonificaciones
Los siguientes peleadores recibieron bonos de $50.000.
- Actuación de la Noche: Superlek Kiatmuu9, Akbar Abdullaev y Zhang Peimian